# Les Coups d'épée de M. de La Guerche
Les Coups d'épée de M. de La Guerche est un roman d'aventure historique écrit par Amédée Achard publié en 1863 en deux volumes, le second tome étant publié sous le titre Envers et contre tous. La réédition la plus récente date de 1991.

## Résumé
Début XVIIe siècle, dans la province de la Marche, Armand, comte de La Guerche, un gentilhomme huguenot, est voisin et ami de Renaud de Chaufontaine, un noble catholique. Adrienne de Souvigny loge chez lui depuis ses quatre ans, alors que celle-ci devait rejoindre la Suède où l'attendait son oncle le marquis de Pardaillan. Aux seize ans d'Adrienne, le jeune comte lui déclare sa flamme alors que Renaud part à l'aventure. Mais Adrienne est finalement rappelée en Suède et le comte se résout à l'y mener. Ils retrouvent Renaud qui les accompagne. Après diverses embuscades, ils embarquent pour le nord et arrivent chez l'oncle qui dépêche Armand porter des documents au roi de Suède. Entre-temps, son tuteur fiance Adrienne à Jean de Werth, ambassadeur d'Allemagne, mais Andrienne confie au comte qu'elle souhaite lui rester fidèle. Ce dernier rentre cependant en France pour défendre La Rochelle contre les catholiques alors que Renaud rejoint, lui, le camp des papistes. La Rochelle est prise, mais impressionné par les qualités du jeune comte, Richelieu lui confie une lettre pour le roi de Suède. Armand y est emprisonné, mais son nouveau compagnon, Magnus, va chercher le roi qui le sauve de l'exécution. En 1630, la Suède entre dans la guerre de Trente Ans et le comte prend la tête des volontaires huguenots français. Renaud le rejoint car il aime Diane, fille de l'oncle d'Adrienne. Adrienne et Diane sont enlevées par Mme d'Igomer, jalouse de Renaud, mais Magnus les libère. (La suite de l'aventure est contée dans Envers et contre tous qui voit les deux couples se reformer.)

## Caractéristique
C'est une œuvre caractéristique d'un genre littéraire, les romans de cape et d'épée : romans d'aventure, qui constituaient une forme populaire des romans historiques, avec, pour les œuvres d'Amédée Achard, une certaine qualité littéraire,.

## Éditions
L'édition originale a été publiée en 1863 par les Éditions Hachette, et le tome II, Envers et contre tous en 1874. En 1868, le périodique Journal pour tous imprimé par Charles Lahure et diffusé par Hachette, publie le roman en feuilleton.

L'œuvre fait depuis l'objet de rééditions régulières. La Collection Nelson publie les deux tomes dès 1932, illustrés par Maurice Berty. Hachette fera de l'œuvre un roman-jeunesse en la rééditant en 1953, mais en trois volumes (Les Coups d'épée de M. de La Guerche, La Fiancée de M. de La Guerche et Les Chevauchées de M. de La Guerche). Ainsi la trilogie sera-t-elle éditée dans les collections de la Bibliothèque de la Jeunesse puis de la Bibliothèque verte, collection qui verra la réédition des trois volumes entre 1973 et 1975.

Marabout sort en 1959 un gros livre qui réunit les deux tomes, et en 1991, c'est au tour des Éditions Phébus de republier l'œuvre devenue classique, en respectant le découpage en deux ouvrages distincts, avec une préface de Michel Le Bris.

L'œuvre est aujourd'hui tombée dans le domaine public, et disponible gratuitement au format numérique.

Les premières éditions, de l’imprimerie Lahure et de la librairie Hachette, ont été illustrées par Gustave Brion. Les illustrations de la Bibliothèque verte sont signées Yvon Le Gall et Jean Reschofsky.

## Sources
- « Film, roman de cape et d'épée », sur le site de l'Encyclopédie Larousse.
- « Achard Louis Eugène Amédée (1814-1875) », sur le site www.appl-lachaise.net.
- Eugène Müntz, « Les artistes alsaciens contemporains et les arts en Alsace », Revue d'Alsace,‎ 1869, p. 1869 (lire en ligne)